# Changi

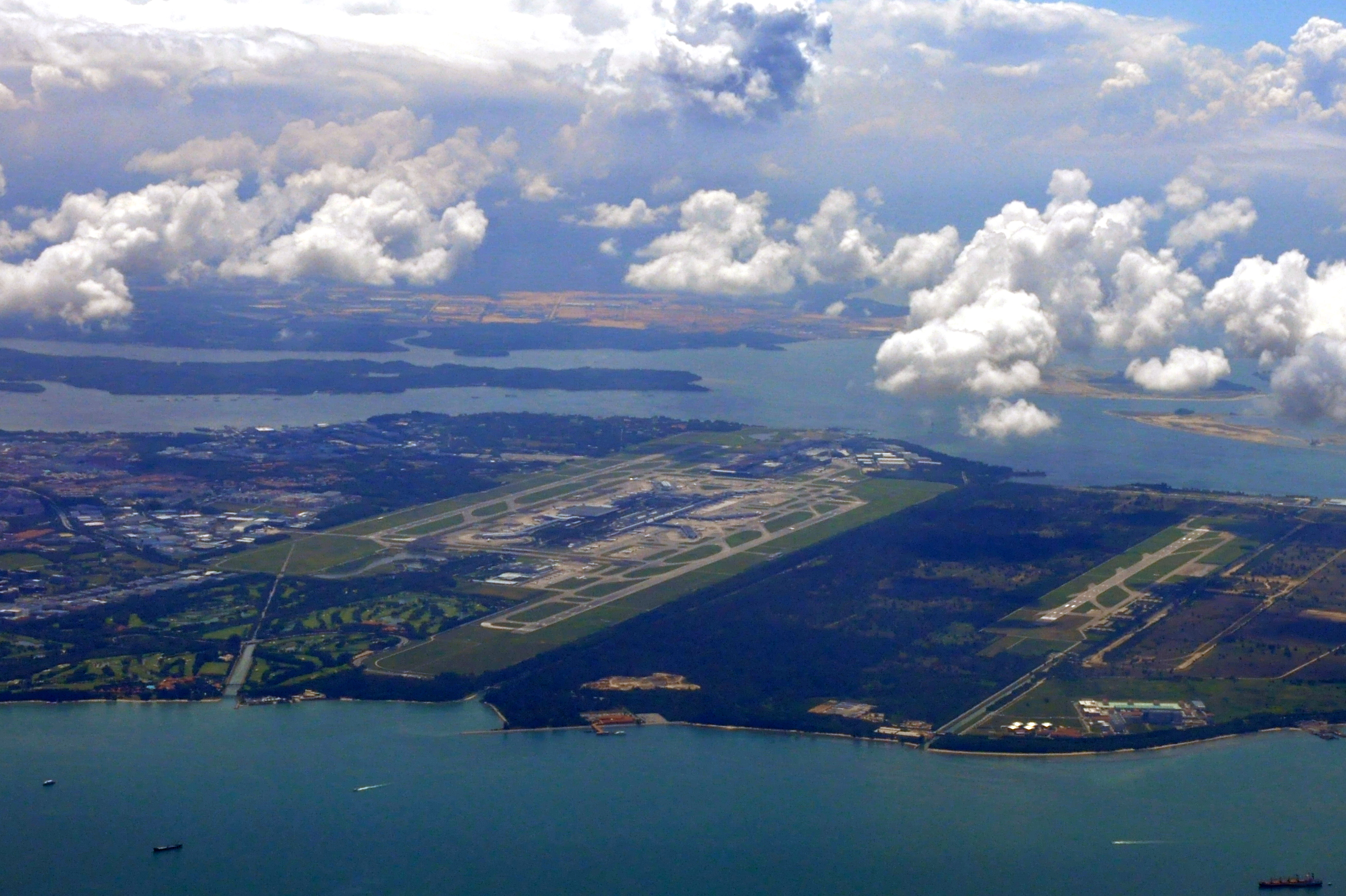
Luftbild von Changi, Blick von Süden (2011) im Hintergrund Pulau Ubin

Changi / tʃɑːŋiː / ist ein Planungsgebiet in der geografischen Region Tanah Merah in der East Region von Singapur. Im Westen grenzt es an Pasir Ris und Tampines, im Südosten an die Changi Bay, im Osten an das Südchinesische Meer und im Norden an den Serangoon-Hafen. Changi ist, abgesehen von den beiden Wassereinzugsgebieten und Inseln Singapurs, das größte Planungsgebiet nach Landgröße.
Heute ist Changi ein Luftfahrtknotenpunkt. Es ist der aktuelle Standort des Flughafens Changi und der Changi Air Base.
Ebenfalls in Changi befindet sich Singapurs größtes Gefängnis. Das Changi-Gefängnis wurde während der Besetzung Singapurs im Zweiten Weltkrieg als japanisches Kriegsgefangenenlager genutzt. Der heutige Changi-Gefängniskomplex (Changi Prison) ist die älteste in Betrieb befindliche Internierungsanstalt Singapurs.

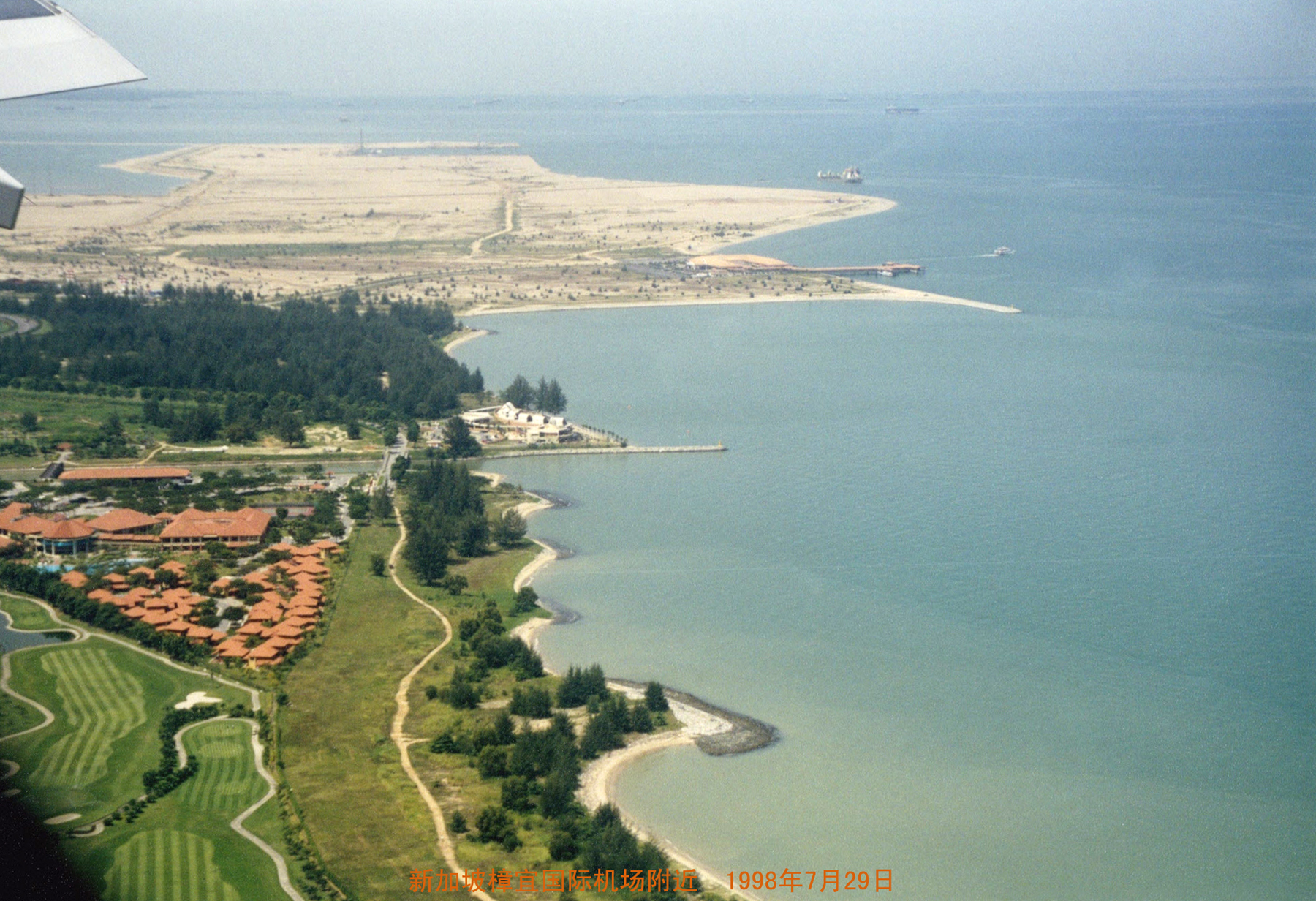
Changi Beach (2012)

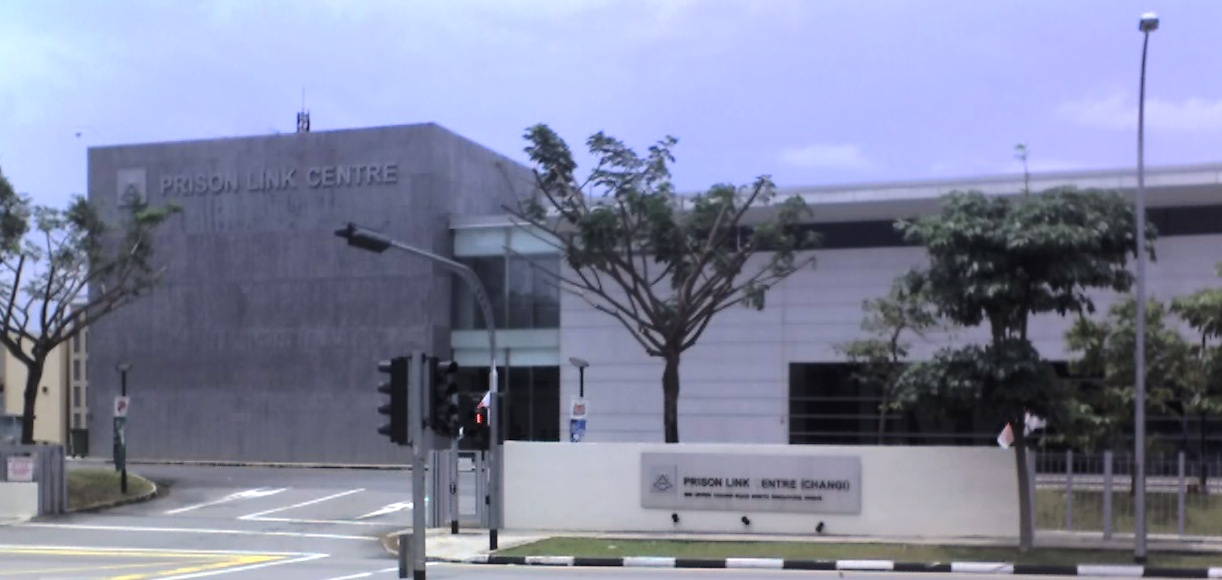
Changi Prison (2007)

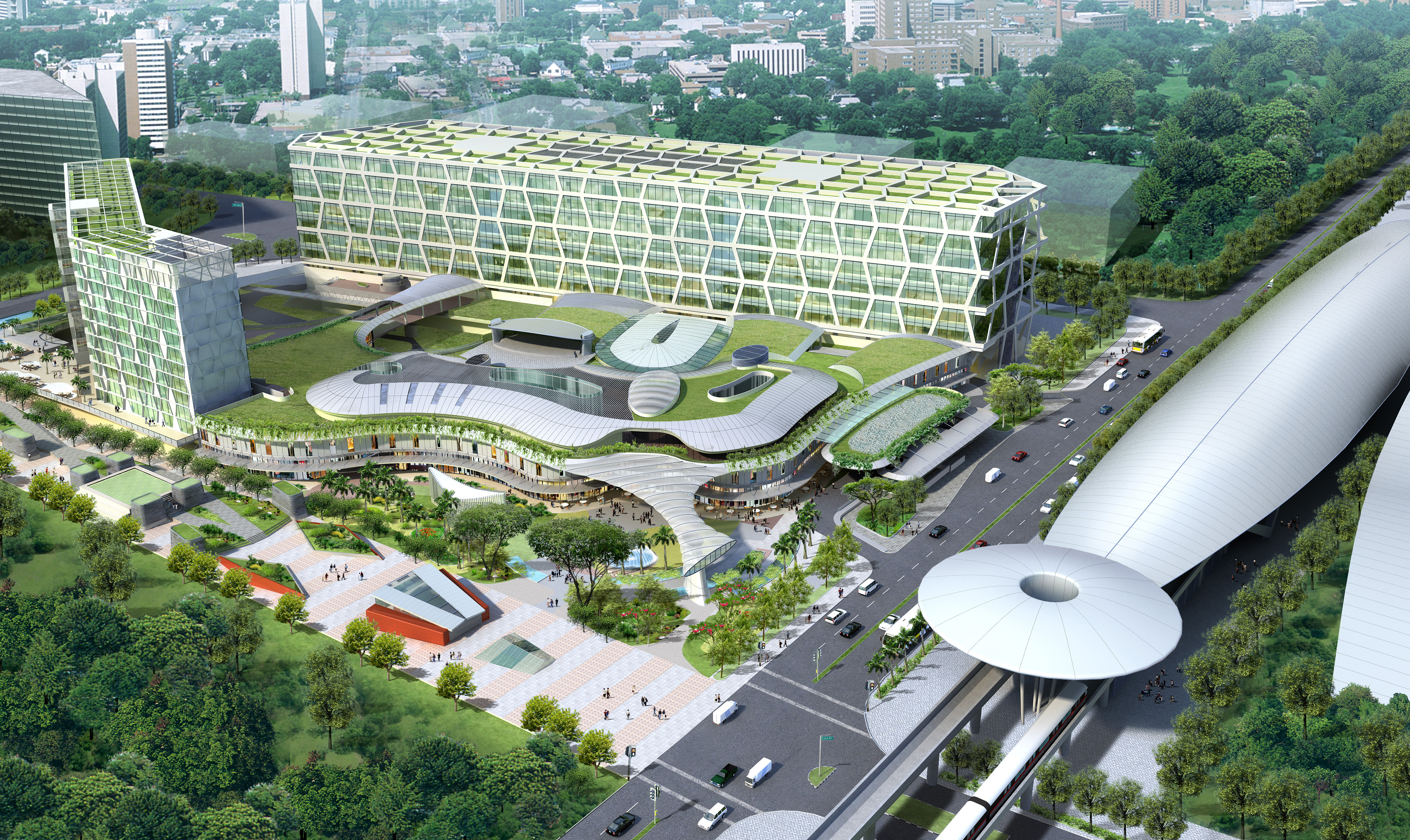
Changi Business Park (2010)

## Geschichte
Während des Zweiten Weltkrieges (WWII) wurden alliierte Truppen in Erwartung einer japanischen Invasion von den nordöstlichen Küsten Singapurs aus massenhaft mobilisiert, als die Japaner den benachbarten Pulau Ubin aus Malaysia eroberten. Dabei handelte es sich jedoch um einen Bluff, der dem Westen Singapurs lebenswichtige Ressourcen entzog, der letztendlich der von den Japanern genutzte Landeplatz war. In der Gegend wurden auch drei riesige Artilleriegeschütze eingesetzt, die als Johore-Batterie bezeichnet wurden, obwohl ihre Nützlichkeit bei der Verteidigung Singapurs fraglich war.
Nach der Kapitulation der Briten in Singapur im Jahr 1942 mussten die alliierten Kriegsgefangenen (POW) von der Stadt zum Changi-Gefängnis (Kriegsgefangenenlager Changi) und zu den umliegenden Kasernen marschieren, wo sie interniert wurden. Die Kriegsgefangenenlager waren überfüllt und das Leben der dort Inhaftierten war unerträglich. Es kam zu mehreren Zwischenfällen, einschließlich des Vorfalls in der Selarang-Kaserne. Auch die Zivilbevölkerung blieb nicht verschont. Das Massaker von Sook Ching, das sich hauptsächlich gegen die chinesische Bevölkerung richtete, fand an mehreren Orten in Changi statt, insbesondere im Changi Beach Park. Tausende sollen in diesen Gebieten hingerichtet worden sein. Es war auch die Zeit, in der die Japaner am Bau der Changi Air Base beteiligt waren.
Nach dem Krieg 1945 unterhielten die Briten Changi weiterhin für militärische Zwecke und bauten das Gebiet mit Unterkünften, Schulen und Ferienorten wieder auf. Sie setzten dies auch nach der Unabhängigkeit Singapurs im Jahr 1965 fort, ebenso wie in anderen Gebieten wie Seletar und Tengah. An der Ostküste von Changi wurden auch Regierungsbungalows und -resorts für Beamte eröffnet. Im Jahr 1971 kam es aufgrund der von den Briten Anfang 1968 angekündigten Politik des Ostens von Suez zu einem plötzlichen und starken Abzug britischer Truppen aus Changi. In dem geräumten Gebiet lebten viele Menschen, deren Existenzgrundlage und Unternehmen davon abhingen, dass die britischen Streitkräfte arbeitslos und nicht mehr tragfähig wurden. Es gab jedoch immer noch Kontingente von ANZUK-Truppen, die an ihrer Stelle zurückblieben, und die neuseeländische Regierung verstärkte nach dem britischen Rückzug sogar ihre Präsenz in Singapur, um ihr Interesse an der Region aufrechtzuerhalten. Das Gebiet beherbergte später auch mehrere Einheiten der Singapore Armed Forces.
Anschließend wurde Changi mit dem Dorf Changi wiederbelebt und Somapah ausgebaut. Nach der Landgewinnung wurde in der Gegend der Flughafen Changi gebaut. Dies führte jedoch zu weiteren Beeinträchtigungen des Lebensunterhalts der Bewohner, da sie dem Flughafen und später den vielen anderen Umbauten in der Gegend Platz machen mussten, einschließlich High-Tech-Industriegebieten. Schließlich zogen sich 1989 die letzten neuseeländischen Truppen zurück, und das restliche Vermögen wurde der Regierung von Singapur übergeben. Mit der schrittweisen Eröffnung des Flughafenterminals 3, 4 in den Jahren 2008 und 2017 und des neuen Changi-Gefängniskomplexes im Jahr 2004 wurden die Sanierungsarbeiten bis ins 21. Jahrhundert fortgesetzt Der Changi Motorsports Hub, der voraussichtlich als erste permanente Rennstrecke Singapurs eröffnet wird, wurde jedoch 2013 gestoppt. Die zukünftige Entwicklung von Changi ist in Vorbereitung. Das Mega-Terminal 5 und die Industriezone Changi East werden voraussichtlich vor 2030 fertiggestellt sein.

## Wirtschaft

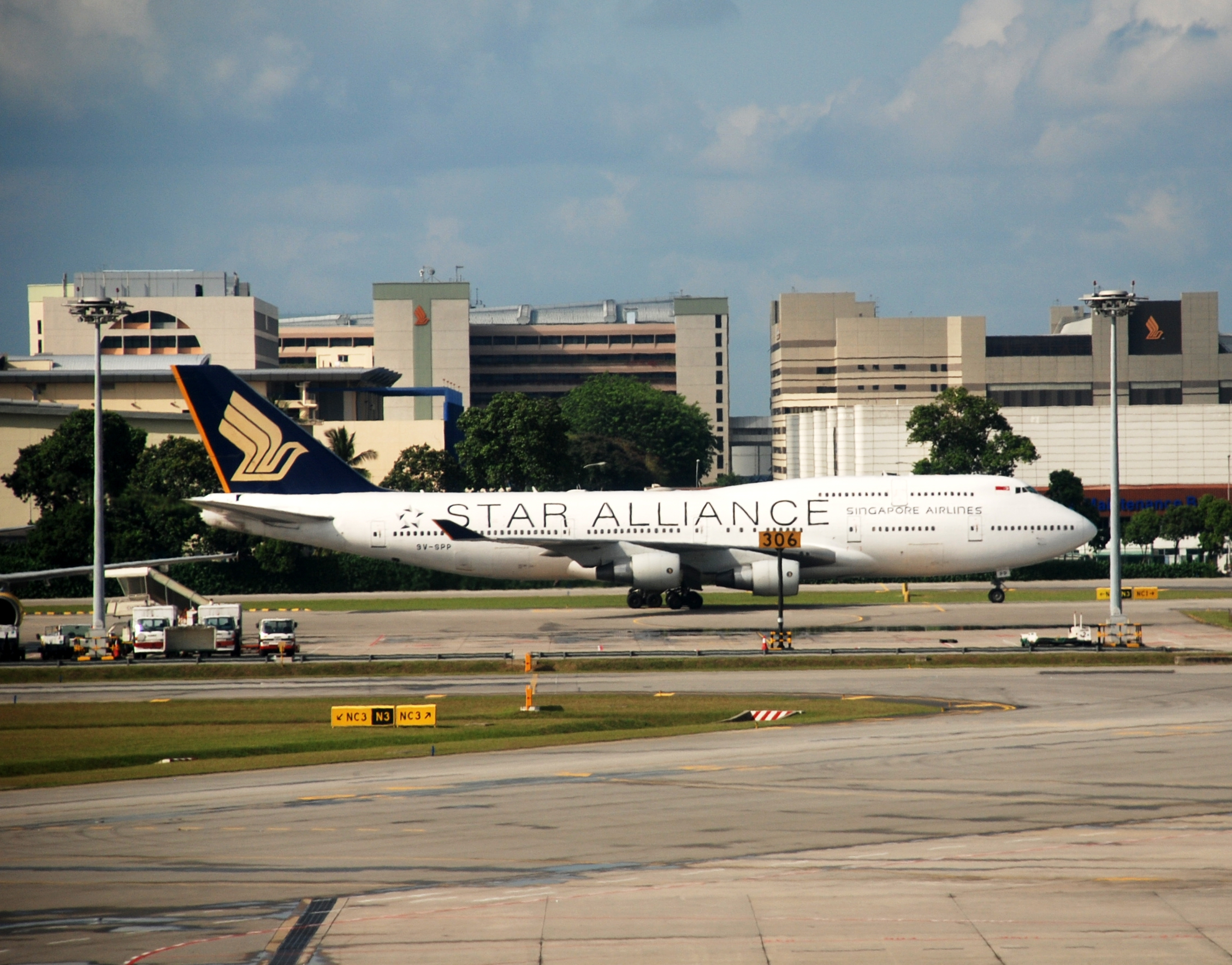
Airline House (2007)

Der Flughafen Changi ist das Drehkreuz für FedEx Express, Jetstar Asia Airways, Qantas, Scoot, SilkAir, Singapore Airlines, Singapore Airlines Cargo, Tiger Airways und Valuair. Die Hauptsitze dieser Fluggesellschaften befinden sich wie folgt: SilkAir und Singapore Airlines im Airline House, Singapore Airlines Cargo im SATS Airfreight Cargo Terminal 5, Jetstar Asia, Scoot und Valuair im Terminal 1 des Flughafens und Tiger Airways im Honeywell Building im Changi Business Park Central 1.
Der Changi Business Park und der Changi North Industrial Park sind Gewerbegebiete in Changi, in denen flugzeugbezogene Unternehmen wie Collins Aerospace angesiedelt sind. Die Gewerbegebiete enthalten jedoch auch viele andere Unternehmen, die nichts mit dem Betrieb des Flughafens Changi zu tun haben. Die Unternehmen dort können von Logistik über Elektronik bis hin zu Bankgeschäften reichen. Es gibt auch die Singapore Expo, die Unternehmen einen Ort für Kongresse und Ausstellungen bietet. Zu den wichtigsten Geschäftsbereichen zählen Nestle, Cisco, Ajisen Ramen, die DBS Bank, die Credit Suisse, Standard Chartered und Citibank.

## Verkehr
Changi wird von drei MRT-Stationen bedient – Expo, Upper Changi und Changi Airport. Alle diese Stationen befinden sich im Süden von Changi. Die neue Cross Island Line soll auch das Changi Airport Terminal 5, den Aviation Park und Loyang bedienen.
Der East Coast Parkway (ECP), der Pan Island Expressway (PIE) und der Tampines Expressway (TPE) beginnen alle am Ende des Airport Boulevard südlich des Flughafens. Der Airport Boulevard ist die einzige Straße, die Reisenden zur Verfügung steht, die den Flughafen Changi über die Straße betreten oder verlassen möchten. Er verzweigt sich zu allen vier Terminals innerhalb des Flughafens. In jedem Terminal gibt es eigene Straßen für Ankunft, Abfahrt, Busse, öffentliche Busse und Taxis.
Der SAF Changi Ferry Terminal, auch bekannt als Singapore Armed Forces Ferry Terminal (SAFFT), befindet sich in Changi, Singapur, und ist eine Anlegestelle, die Fährverbindungen zwischen der Hauptinsel von Singapur und Pulau Tekong anbietet. Hier befindet sich das SAF Basic Military Training Center.